# International Organization for Septuagint and Cognate Studies
La International Organization for Septuagint and Cognate Studies (IOSCS) es una asociación internacional de investigadores cuyo enfoque principal de investigación es el estudio de la Septuaginta y textos relacionados.

## Investigación
La IOSCS lleva a cabo varios proyectos. Estos incluyen la Nueva Traducción al Inglés de la Septuaginta (NETS), el Proyecto Hexapla y la Sociedad de Comentarios de Literatura Bíblica sobre la Septuaginta (SBLCS).

## Premio John William Wevers en Estudios de la Septuaginta
Desde 2011, el IOSCS ha estado otorgando el Premio John William Wevers en Estudios de la Septuaginta por logros de investigación sobresalientes en el campo de la investigación de la Septuaginta y campos relacionados.
Los ganadores de premios anteriores son:
- 2018: Daniel Olariu
- 2017: Jelle Verburg
- 2016: Nesina Grütter
- 2015: Christoffer Theis
- 2014: James R. Covington
- 2013: Ben Johnson
- 2012: No premiado
- 2011: Bradley John Marsh